# 態度価値
態度価値(Einstellungswerte)は、ヴィクトール・フランクルの用語。
フランクルによれば人間が実現できる価値は創造価値、体験価値、態度価値の3つに分類される。
創造価値とは、人間が行動したり何かを作ったりすることで実現される価値である。仕事をしたり、芸術作品を創作したりすることがこれに当たる。
体験価値とは、人間が何かを体験することで実現される価値である。芸術を鑑賞したり、自然の美しさを体験したり、あるいは人を愛したりすることでこの価値は実現される。
態度価値とは、人間が運命を受け止める態度によって実現される価値である。病や貧困やその他様々な苦痛の前で活動の自由(創造価値)を奪われ、楽しみ(体験価値)が奪われたとしても、その運命を受け止める態度を決める自由が人間に残されている。フランクルはアウシュビッツという極限の状況の中にあっても、人間らしい尊厳のある態度を取り続けた人がいたことを体験した。フランクルは人間が最後まで実現しうる価値として態度価値を重視するのである。

## 関連書籍
- 『ロゴセラピー 人間への限りない畏敬に基づく心理療法』（草野智洋・徳永繁子訳、赤坂桃子 翻訳協力、新教出版社、2024年）エリーザベト・ルーカス、著者はウィーン大学でフランクルに師事した一番弟子。元南ドイツ・ロゴセラピー研究所長